# Amanda Banoub
Amanda Banoub (4 de noviembre de 1986, Los Ángeles, California) es una actriz egipcia estadounidense. Su madre y su padre nacieron y crecieron en El Cairo, Egipto.
En mayo de 2009, Banoub apareció en una extensión de cuatro páginas para la revista Nox Magazine.
Posó como la Princesa Jasmín en el proyecto fotográfico de Dina Goldstein Fallen Princesses.